# سيث هوفمان
سيث هوفمان (بالإنجليزية: Seth Hoffman (artist))‏ (و. 1895 – 1948 م) هو رسام، ومدرس، ونقاش، وكاتب سيناريو من الولايات المتحدة الأمريكية ولد في فيلادلفيا، بنسيلفانيا.